# Claude Gozlan
Pour les articles homonymes, voir Gozlan.
Claude Gozlan, né le 27 octobre 1930 à Tunis et mort le 23 mars 2006 à Paris, est un artiste peintre et lithographe français.

## Biographie
Claude Gozlan, né à Tunis en 1930, est d'abord, de 1953 à 1956, décorateur de théâtre. Sa première manière en peinture se rattache à l'expressionnisme. Déjà renommé en son pays, il doit quitter la Tunisie en 1961.
La SNCF lui demande de créer sa carte de vœux pour l'année 1971. Parallèlement, elle demande à Salvador Dalí la création des affiches des régions françaises. À cette occasion, Claude Gozlan rencontre Dalí. Ce dernier veut faire de Gozlan son disciple, le considérant comme « son fils artistique et spirituel ». Les impératifs de Gozlan l'empêchent cependant d'accepter : « Gozlan a refusé, le Maître s'est fâché ».
Il est le sujet d'une émission Radioscopie de Jacques Chancel, le 13 avril 1971.

## Œuvres
- L'Homme blessé (1958)
- La Rue (1959)
- Agadir (1960)
- Naissance (1974)
- La Grande Prêtresse (1975)[1]
- Rêve Bleu (1975)
- Le Palais des chimères (1976)
- L'Étrangère (1979)[1]
- Les Vieux (hommage à Jacques Brel, 1979)[4]
- Rencontre du 4e Type (1982)
- Le Gardien (1989)
- Les Conteurs (1993)
- Contes et Légendes (1994)
- Pierrette au masque (1997)

## Expositions

### Expositions personnelles
- Galerie L'Échelle 30, Paris, 1968.
- Galerie André Roussard, Paris, 1972.
- Galerie Salammbo, Paris, 1986.
- Espace Pierre-Cardin, Paris, 1989.

### Expositions collectives
- Salon d'Automne, 1960[5].
- Salon des indépendants, 1962, 1963, 1964[5].

## Réception critique
- « Il fut, après ses débuts classiques, attiré par le surréalisme, y alliant des réminiscences de Dali avec un expressionnisme qui lui est naturel, et qui va caractériser ses peintures de l'après-guerre. Il réalise par la suite une peinture dans un style résolument fantastique. » - Bénézit[5]
- « Toute l'œuvre précieuse et rare de Claude Gozlan est ainsi imprégnée de symboles et de signes que lui-même parfois n'arrive guère à déchiffrer, mais cette beauté explosive reste encore assez secrète ; pas pour longtemps, je crois, car pour un tel artiste , qu'il le veuille ou pas, et Gozlan, avec son existence retirée et son horreur des mondanités ne fait vraiment rien pour les attirer, les trompettes de la renommée finissent toujours par retentir de tout leur éclat. » - Donatella Micault[1]

## Collections publiques
- Département des estampes et de la photographie de la Bibliothèque nationale de France, Paris.